# Behind the Wheel
Behind the Wheel ist ein Lied von Depeche Mode. Es erschien im Dezember 1987 als dritte Single aus dem Album Music for the Masses.

## Entstehung und Musik
Der Midtempo-Popsong, der einige Gitarrenspuren enthält, wurde von Martin Gore geschrieben und von der Band mit David Bascombe produziert. Die Aufnahmen und der Mix fanden im Studio Guillaume Tell, Paris, sowie in den Konk Studios, London, statt. Die Singleversion ist ein Remix von Shep Pettibone. Die als organischer beschriebene Albumversion wird jedoch auf den Konzerten der Band gespielt.

## Veröffentlichung und Rezeption
Behind the Wheel erschien im Dezember 1987 als Single. Es erreichte Platz 21 in Großbritannien. In Deutschland konnte sich die Single auf Chartrang sechs platzieren wie auch in der Schweiz, in Schweden auf Platz zehn und in Frankreich auf Platz 21. Die B-Seite war der Blues-Song Route 66, der von Robert William Troup jr. stammt. Es wurden Klangelemente von Behind the Wheel in den Song hineingemischt. Es existiert davon auch ein 10:40 Minuten langer Casualty Mix von Dave Allen.

## Musikvideo
Regisseur des Musikvideos war wiederum Anton Corbijn, es erschien auch auf der Video-Kompilation Strange. Es wurde bei YouTube über 32 Millionen Mal abgerufen (Stand: September 2023). Neben dem offiziellen Video zur 7"-Version existiert auch ein alternativer Schnitt zur Albumversion.